# Brygidowo (sielsowiet Chocieńczyce)
Brygidowo (biał. Брыгідава; ros. Бригидово) – dawna leśniczówka. Tereny, na których leżała, znajdują się obecnie na Białorusi, w obwodzie mińskim, w rejonie wilejskim, w sielsowiecie Chocieńczyce.

## Historia
W czasach zaborów w powiecie wilejskim, w guberni wileńskiej Imperium Rosyjskiego
W latach 1921–1945 leśniczówka leżała w Polsce, w województwie wileńskim, w powiecie wilejskim, w gminie Chocieńczyce.
Według Powszechnego Spisu Ludności z 1921 roku zamieszkiwały tu 3 osoby, 22 były wyznania rzymskokatolickiego a 85 prawosławnego. Jednocześnie 79 mieszkańców zadeklarowało polską a 28 białoruską przynależność narodową. Był tu 1 budynek mieszkalny. W 1931 łącznie z wsią Brygidowo w 19 domach zamieszkiwało 106 osób.
Wierni należeli do parafii rzymskokatolickiej w Baturynie i prawosławnej w Chocieńczycach. Miejscowość podlegała pod Sąd Grodzki w Ilji i Okręgowy w Wilnie; właściwy urząd pocztowy mieścił się w Chocieńczycach.
W wyniku napaści ZSRR na Polskę we wrześniu 1939 miejscowość znalazła się pod okupacją sowiecką. 2 listopada została włączona do Białoruskiej SRR. Od czerwca 1941 roku pod okupacją niemiecką. W 1944 miejscowość została ponownie zajęta przez wojska sowieckie i włączona do Białoruskiej SRR.